# Ásványráró
Ásványráró é um município da Hungria, situado no condado de Győr-Moson-Sopron. Tem 39,11 km² de área e sua população em 2015 foi estimada em 1.914 habitantes.